# Diego Moser
Diego Moser (Palu di Giovo, 12 februari 1947) is een Italiaans voormalig professioneel wielrenner. Hij is een oudere broer van oud-wereldkampioen Francesco Moser. Zijn zoons Leonardo en Moreno werden ook beroepsrenner.
Moser won in zijn carrière geen enkele professionele koers.

## Resultaten in voornaamste wedstrijden
| Jaar | Milaan-San Remo | Ronde van Vlaanderen | Amstel Gold Race |
| ---- | --------------- | -------------------- | ---------------- |
| 1998 |                 | 67e                  |                  |
| 2000 | 150e            |                      | 102e             |
| 2001 |                 | 58e                  |                  |
| 2002 |                 | 98e                  |                  |